# Bernhard Paul

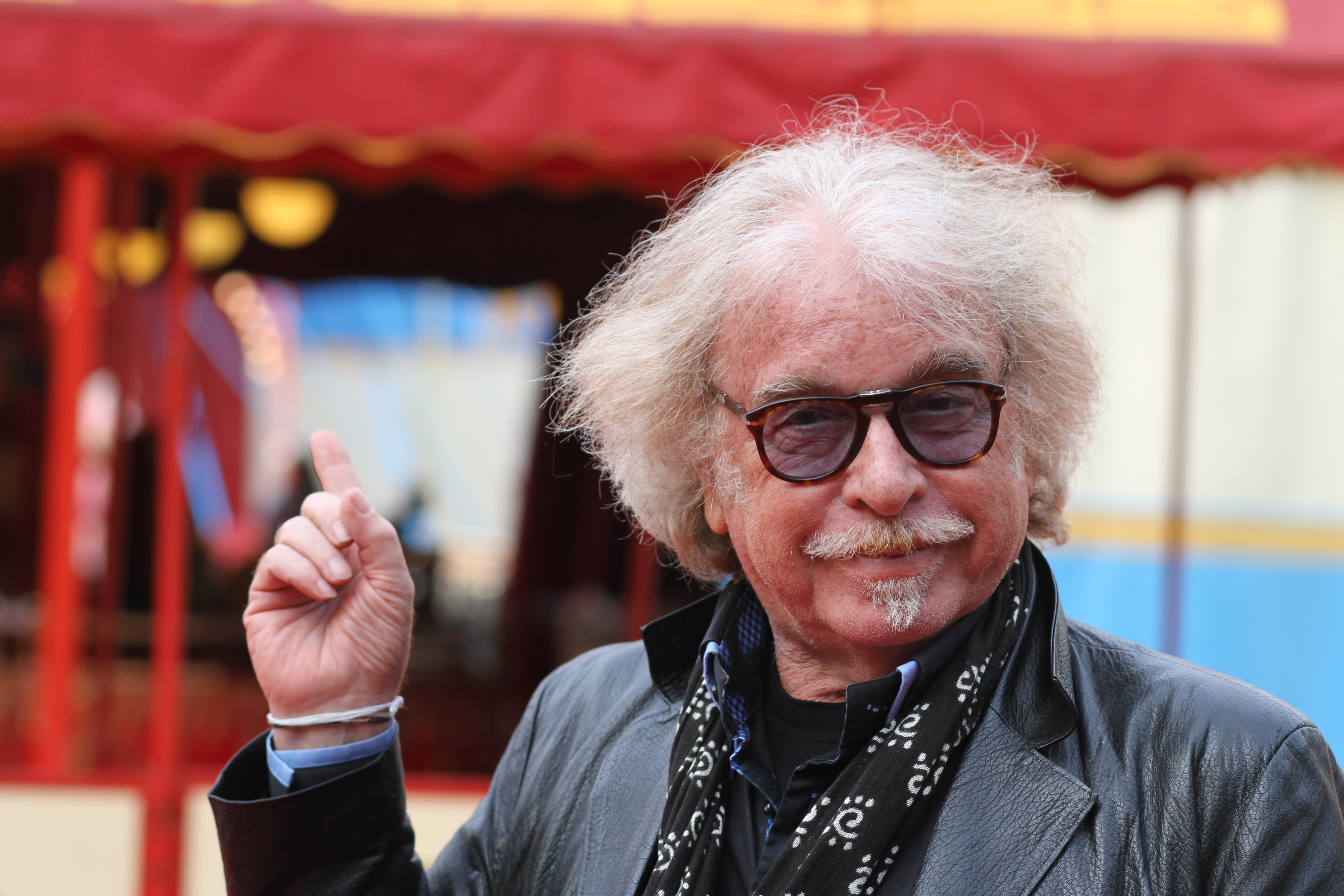
Bernhard Paul (2017)

Bernhard Paul (* 20. Mai 1947 in Lilienfeld) ist ein österreichischer Zirkusdirektor, Regisseur und Clown. Er gründete 1975 zusammen mit André Heller den Circus Roncalli.

## Leben

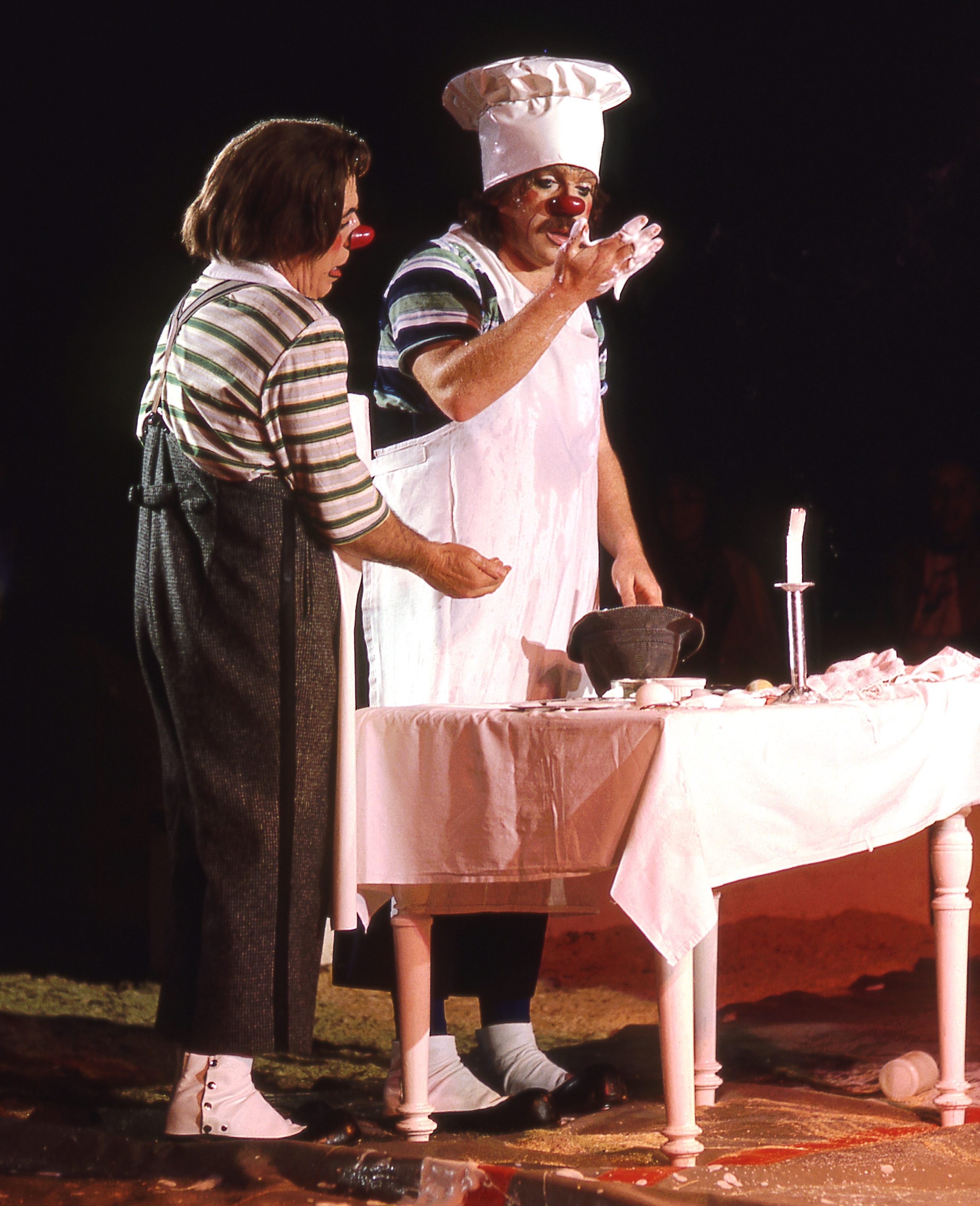
Bernhard Paul als „Zippo“ (1984)

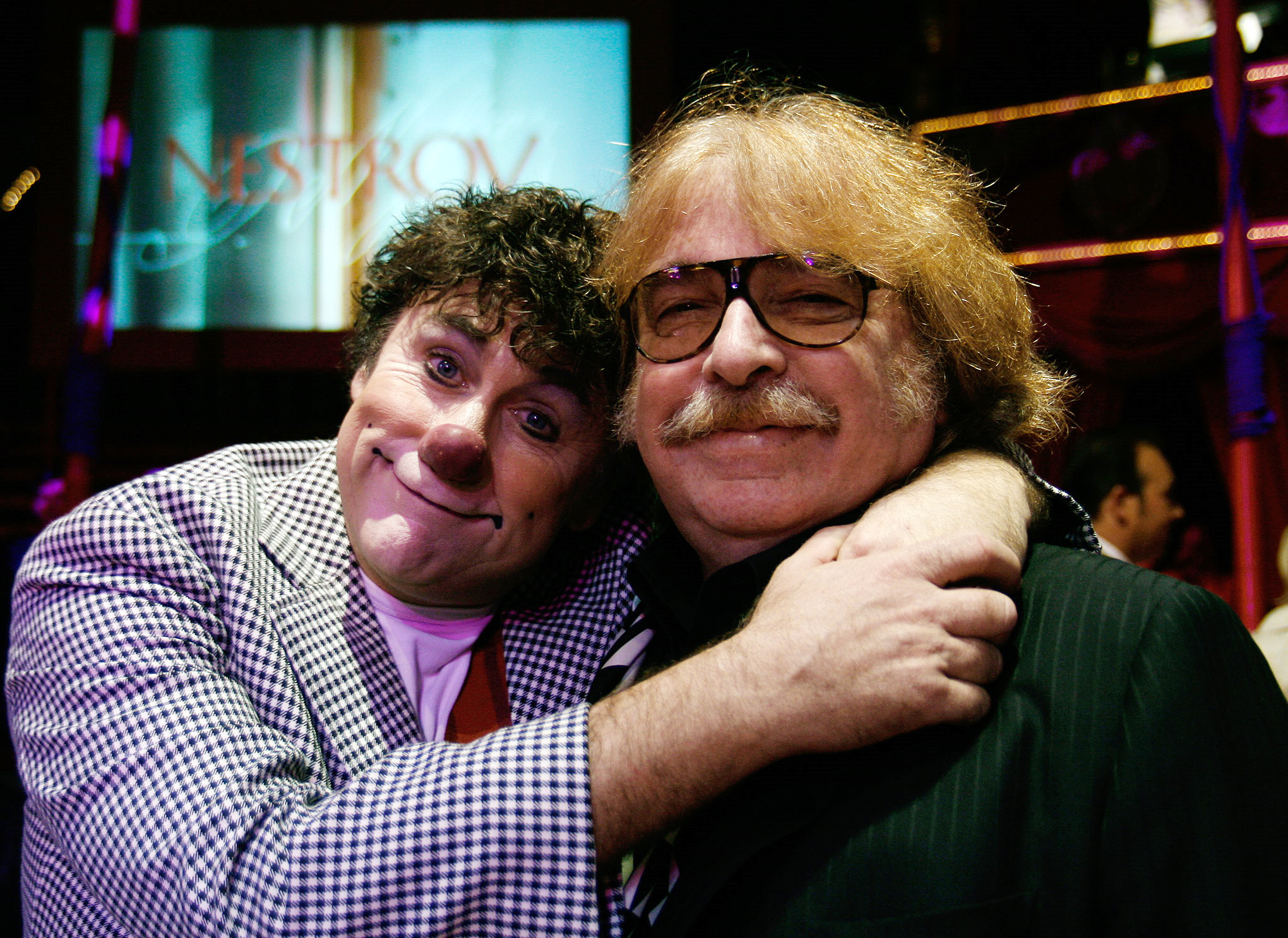
Bernhard Paul und sein Schwager David Larible (2009)

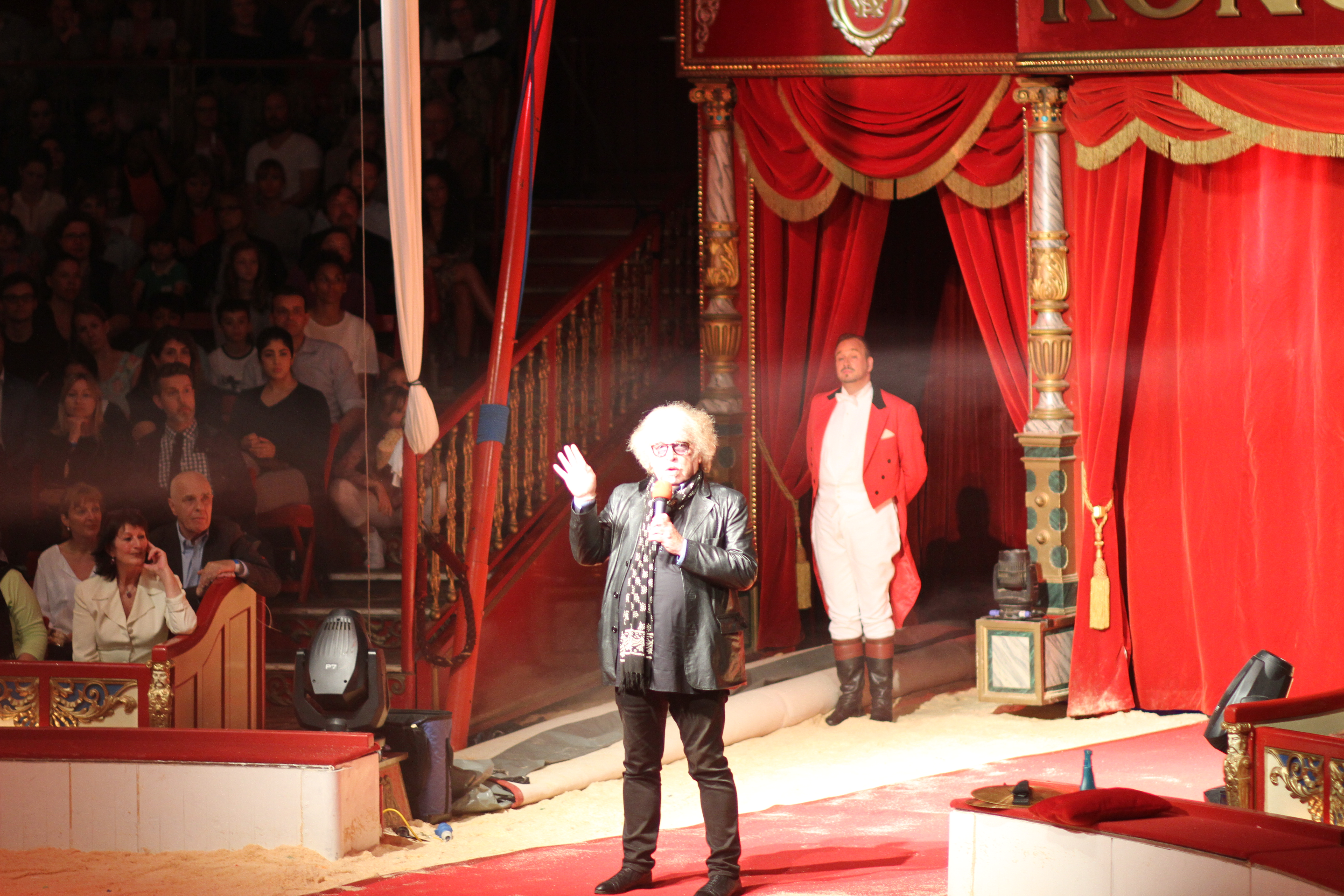
Bernhard Paul in der Manege (2017)

Bernhard Paul ist der Urenkel von Josef Weyl, der Textdichter von Johann Strauss war (u. a. Donauwalzer, Wein, Weib und Gesang). Paul wurde 1947 als Sohn einer Handwerkerfamilie geboren und wuchs in Wilhelmsburg in Niederösterreich auf. Nach Volks- und Hauptschule bot es sich an, später eine Hoch- und Tiefbau-Ausbildung anzustreben, mit dem Ziel, in die Baufirma eines kinderlosen Onkels einzutreten. Da seine Begabungen nicht in diesem Fach lagen, wechselte er auf die Höhere Graphische Bundes-Lehr- und Versuchsanstalt in Wien. Dort waren Josef Bramer, Manfred Deix und Gottfried Helnwein seine Mitschüler. Durch Vermittlung seines WG-Mitbewohners Manfred Deix wurde er Mitarbeiter des österreichischen Nachrichtenmagazins profil und stieg dann dort zum  Art Director auf. Danach arbeitete er bei einer internationalen Werbeagentur.
Seit 1990 ist Paul mit der Artistin Eliana Larible verheiratet, die aus einer italienischen Zirkusdynastie stammt. Mit ihr hat er zwei Töchter und einen Sohn, die 2013 im Tourneeprogramm Time is Honey erstmals gemeinsam als die Rollschuhakrobaten Les Pauls auftraten.
Adrian spielt im Zirkusorchester Gitarre, Vivian studiert im Fernstudium Marketing und Marktforschung, Lili zeigt Kontorsionsakrobatik als sogenannte „Schlangenfrau“. Alle Kinder wollen später den Zirkus von ihrem Vater übernehmen und gemeinsam weiterführen. Elianas Bruder David Larible tritt immer wieder im Circus Roncalli auf.
Paul wohnt – wenn er mit seiner Familie nicht im Zirkuswagen unterwegs ist – in Köln, auf Mallorca und in Wien.

### Circus Roncalli
Paul wollte bereits als kleiner Junge zum Zirkus. Nach mehreren erfolgreichen Berufsjahren verwirklichte er 1975 seinen Traum und gründete gemeinsam mit André Heller den Circus Roncalli. Bereits nach wenigen Wochen stritten sich Heller und Paul über Bühnenbilder und Dompteurnummern. Schließlich verließ Heller das gemeinsame Unternehmen und nahm dabei 42 Artisten mit. Paul improvisierte mit Studenten und Ersatz-Artisten. Heller gab das Zirkusprojekt erst nach einem mehrjährigen Rechtsstreit auf und ließ Paul mit mehreren Millionen Schilling Schulden zurück. Nach Aussage von Paul gab es zu jener Zeit, als es scheinbar „nicht mehr ging“, Menschen, die ihm halfen, diese Zeit zu überstehen. Ab 1978 bereitete er eine Neugründung des Zirkus in der Kölner Südstadt vor. Die Premiere fand am 4. Juni 1980 in Köln statt. Paul trat oft selbst in der Manege auf und verkörperte  als „Zippo“ die Clownfigur des dummen August. Nach einer Wiederannäherung, bei der Heller „die Größe [hatte], seine Schuld zuzugeben“, kam es 1992 erneut zu einer Zusammenarbeit mit der Wiedereröffnung des Berliner Varieté-Theaters Wintergarten. Er setzt sich seit Jahren dafür ein, dass Zirkus in Deutschland nicht mehr als Gewerbe, sondern als Theater eingestuft wird.

## Sammlungen
Paul bewahrt in seinen Hallen in Köln unter anderem eine der größten Sammlungen von Zirkusgegenständen in Europa auf. Dazu zählen viele alte Kostüme, Tausende von Büchern über den Zirkus, Plakate und viele andere originale Exponate. Er sammelt auch Möbel und Einrichtungsgegenstände historischer Gaststätten und Kaffeehäuser. Zu seinen Sammlungen gehören:
- Zirkus- und Varieté-Sammlung
- Plakatsammlung mit mehr als 10.000 Lithos
- Sammlung von Alltagskultur der Jahrhundertwende
- 40 komplette Kaufmannsläden mit Waren und Fassaden (vom Tante-Emma-Laden bis zum Friseur)
- alte Schaustellergeschäfte vom Karussell bis zur Schiffsschaukel
- alte Kutschen, Verkaufswagen und vieles mehr

## Projekte

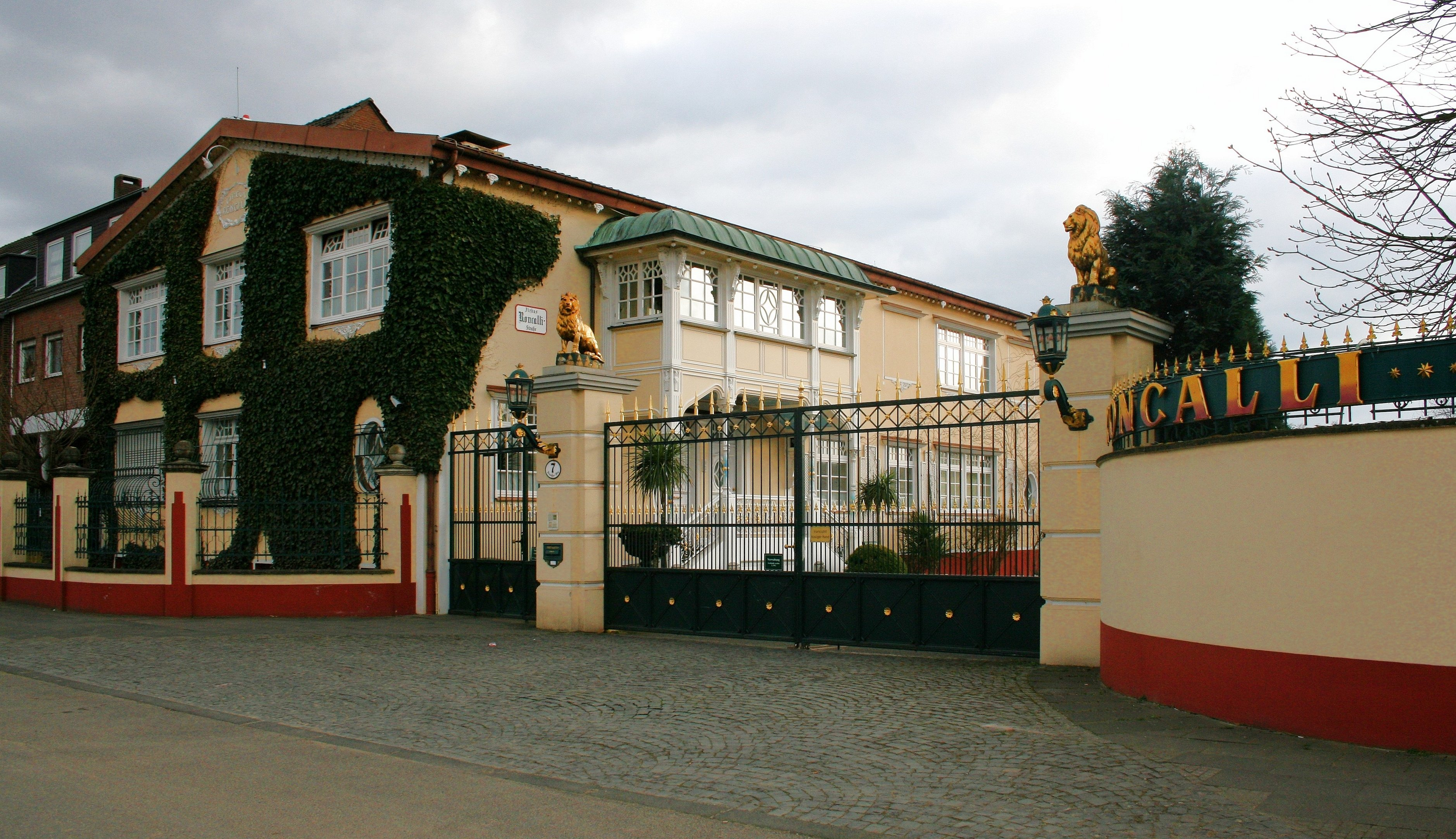
Wohnhaus, Lagerstätte und Winterquartier in Köln-Mülheim (2009)

- Wiener Stadthalle: Zirkusshow Artisten, Tiere und Attraktionen (Programm und Regie)
- Freie Volksbühne Berlin: Clowns I (Zweistundenprogramm)
- Ronacher Wien: Clowns II (Zweistundenprogramm)
- Programm- und Regiearbeiten für die beiden Varietés Friedrichsbau in Stuttgart und Wintergarten in Berlin
- Alte Oper Frankfurt: Sommernachtstraum
- Gründer und alleiniger Betreiber des Apollo Varieté in Düsseldorf (erster Neubau eines Varietétheaters nach dem Zweiten Weltkrieg)
- Inszenierung der Zauberflöte von Wolfgang Amadeus Mozart (Co-Regie in Zusammenarbeit mit George Tabori)
- 1998 Mitwirkung am Projekt „Les Beaux Arts“: Bronzeflacon, gestaltet von verschiedenen Künstlern wie Bruno Bruni, Salvador Dalí, Paul Wunderlich, Paul Fuchs, Ellen Jones und Bernhard Paul
- 1999 Intendant der Oberhausener Landesgartenschau 1999
- Inszenierung von Classic meets Circus, einer Veranstaltungsreihe im Konzerthaus Dortmund, im Gasteig München sowie auf Tournee durch die führenden Konzerthäuser in Deutschland
- Sterne des Varietés, in Kooperation mit dem Tigerpalast im Kurhaus Wiesbaden
- Panem & Circenses – Deutschlands erstes Dinner-Spektakel im Spiegelzelt (1990 bis 1992 und wieder ab 2000)
- Historischer Weihnachtsmarkt auf dem Rathausmarkt in Hamburg (seit 2000)

## Audio
- Zirkusdirektor Bernhard Paul: Clown war eines meiner Berufsziele, 67.19 Minuten Audio-Version, Deutschlandfunk Zwischentöne, mit Maja Ellmenreich 15. Dezember 2024
- WDR 5 (Westdeutscher Rundfunk) Erlebte Geschichten vom 2. Juli 2024: Bernhard Paul – Chef vom Zirkus Roncalli, von Melahat Simsek

## Sonstiges
- In Zusammenarbeit mit Bernhard Paul und den Artisten des Circus Roncalli entstand 1985 die sechsteilige ARD-Fernsehserie Roncalli [10] mit Günther Maria Halmer in der Rolle des Zirkusdirektors Bruno Roncalli.[11]
- In der ersten Staffel der österreichischen Talentshow Die große Chance war Bernhard Paul einer der Juroren.

## Filme
- Träume eines Clowns – Circusdirektor Bernhard Paul. Dokumentarfilm, Österreich, 2009, 41:10 Min., Buch und Regie: Ernst A. Grandits, Produktion: ORF, 3sat, Sendung: 25. Dezember 2009 bei 3sat, Inhaltsangabe von ARD.
- Kommissar Rex – Besessen (Staffel 7, Folge 7). Kriminalfilmserie, Österreich, 2001, Produktion: ORF 1, Erstausstrahlung: 9. Mai 2001.
- Roncalli. Fernseh-Spielfilmserie, BR Deutschland, 1986, Produktion: ARD.
- Ein Clown | Ein Leben, Dokumentarfilm, Österreich, 2021, Regie: Harald Aue, Produktion: Neue Vitaskop Film.

## Publikationen
- 2022: Meine Reise zum Regenbogen. Die Autobiographie des Roncalli-Gründers, Brandstätter Verlag, 2022, ISBN 978-3-7106-0646-5

## Ehrungen und Auszeichnungen (Auswahl)
- 1986: Karnevalsorden Suum cuique der Karnevalsgesellschaft Poahlbürger 1948 e. V. in Recklinghausen
- 1993: Goldenes Verdienstzeichen des Landes Wien
- 1993: Berliner Bär (B.Z.-Kulturpreis)
- 1994: Verdienstorden des Landes Nordrhein-Westfalen[12]
- 1996: Ernst-Renz-Plakette (höchste circensische Auszeichnung)[13]
- 1996: Bundesverdienstkreuz am Bande
- 1997: Goldene Europa der ARD[14]
- 1998: Professor am Max-Reinhardt-Seminar in Wien
- 2006: Verleihung des Professorentitels im Auftrag des Bundeskanzlers der Republik Österreich
- 2008: Auslandsösterreicher des Jahres
- 2018: Staatspreis des Landes Nordrhein-Westfalen[15]